# Antoniewo (województwo warmińsko-mazurskie)
Antoniewo – osada w Polsce położona w województwie warmińsko-mazurskim, w powiecie ostródzkim, w gminie Morąg.
W latach 1975–1998 miejscowość administracyjnie należała do województwa olsztyńskiego. 
Miejscowość leży w historycznym regionie Prus Górnych. W roku 1973 jako osada Antoniewo należało do powiatu morąskiego, gminy i poczty Morąg.